# Dampier Salt
Dampier Salt is een producent van zout in West-Australië. Het hoofdkantoor staat in Perth maar de belangrijke productie locaties zijn in Dampier, Port Hedland en Lake MacLeod. Per jaar kan het bedrijf zo'n 10 miljoen ton zout leveren. De eerste lading zout werd in 1972 naar de klanten gebracht. De Rio Tinto Group is grootaandeelhouder.

## Activiteiten
Dampier Salt Limited werd opgericht in 1967. Het begon met de zoutwinning in Dampier en in 1972 werd de eerste lading verscheept. Het zeewater wordt in afgesloten en ondiepe zoutpannen gepompt. Onder de hete zon verdampt het water waardoor het zoutgehalte sterk toeneemt. Uiteindelijk is al het water verdampt en blijft alleen het zout achter. Als de zoutlaag tussen de 20 en 40 centimeter hoog is, wordt het verzameld en gereinigd. Het eindproduct wordt naar de haven getransporteerd en schepen brengen het naar de finale afnemer. In Dampier wordt zo’n 4 miljoen ton zout op jaarbasis geproduceerd. Het bedrijfsterrein is 10.000 hectare groot.
In december 1978 kocht Dampier Salt de zoutactiviteiten bij Lake MacLeod, ongeveer 60 kilometer ten noorden van Carnarvon. Hier ligt pekel onder de oppervlakte en wordt het opgepompt. Per jaar wordt hier 3 miljoen ton zout geproduceerd. Verder is hier veel gips en in 1997 werd met de productie een aanvang gemaakt. Per jaar werd zo’n 1,5 miljoen ton geproduceerd, maar door de wereldwijde kredietcrisis werd de productie hiervan in 2009 stilgelegd. Een belangrijke afnemer van gipsplaat is de bouwsector en deze kampte met tegenvallende bouwactiviteiten. In 2013 is de productie weer voorzichtig herstart. De producten worden via de haven van Cape Cuvier verscheept.
In 2001 werd bij Port Hedland een vergelijkbare activiteit als bij Dampier overgenomen. De capaciteit ligt hier op ruim 3 miljoen ton per jaar en het bedrijfsterrein heeft een oppervlak van 78 km². Met deze overname heeft het bedrijf nu een totale capaciteit van circa 10 miljoen ton en behoort hiermee tot de grote zoutproducenten van de wereld. Het zout wordt vooral geleverd aan de chemische industrie.
De aandeelhouders van Dampier Salt zijn Rio Tinto Group met 68% van de aandelen en twee Japanse aandeelhouders, Marubeni met 22% van de aandelen en de rest is in handen van Sojitz.

## Vogels
De zoutpannen van Dampier en Port Hedland trekken veel vogels aan. BirdLife International heeft de gebieden aangewezen als belangrijke vogelgebieden (IBA's).